# Summery Mind
Summery Mind ist eine dem Genre Alternative Rock zuzuordnende Band aus dem ostwestfälischen Bad Salzuflen.

## Geschichte
Summery Mind wurde im Sommer 2006 in Bad Salzuflen gegründet, wo sich erst Larissa Rieke und Fabian Schmidt an der Musikschule im Schloss Stietencron kennenlernten und eine damals noch namenlose Band gründeten. Schnell wurde der Personenkreis der Band um weitere Mitglieder, unter anderem Michael-Kevin Wolf Ward, erweitert. Dieser war dann auch derjenige, der die Bandbesetzung komplettierte und den Ausschlag zum Bandnamen „Summery Mind“ gab.
Im Mai 2008 hatte die Band ihren ersten Auftritt auf einem kleineren Festival, wo sie eigene Lieder interpretierten. 2008 kürte die „Rockakademie OWL“ Fabian Schmidt zum Nachwuchskünstler des Monats, woraufhin das Eastend Studio auf die Gruppe aufmerksam wurde und die Band ein Demotape fertigen konnte. Aufgrund des Demotapes und der Zusammenarbeit mit dem Tonstudio wurden sie schnell regional bekannt und auch durch den Radiosender 1 Live entdeckt, der die Band als „Newcomer des Monats Januar 2009“ auszeichnete.
In der Folge spielten Summery Mind viele Konzerte und auf Festivals, was ihren Bekanntheitsgrad steigerte. Im Jahr 2010 kam der Kontakt zum Produzenten Eddie Tapp zustande, der die Gruppe weiter förderte und auch heute noch erheblichen Einfluss auf die Band hat.
Das erste eigene Album About Dreams and Reality – aus eigener Tasche finanziert – erschien im Juni 2011 in Zusammenarbeit mit Eddie Tapps Studio „E.A.R.S.“. 2012 nahm die Band an der Sendung Musikclub NRW des Senders WDR 2 teil und konnten sich mit dem Lied May bis in die zweite Runde vorkämpfen.
Das zweite, nun durch Crowdfunding finanzierte Album Belonging, folgte am 1. August 2014 beim Label Timezone.
Erste internationale Bekanntheit erlangten die Kurstädter durch die Veröffentlichung des Videos zur Single Right Now im Juni 2014, das auf diversen Musiksendern gespielt wird.
Im Mai 2019 ist das dritte Album der Band mit Namen Color veröffentlicht worden. Die erste Singleauskopplung Blue erschien am 8. März 2019 samt Musikvideo.

## Diskografie

### Alben
- 2011: About Dreams and Reality
- 2014: Belonging
- 2019: Color

### Singles und EPs
- 2008: The Last Light (EP)
- 2011: May (Single)
- 2013: For Stella (Single)
- 2014: Right Now (Single)
- 2019: Blue (Single)